# Hypodoxa pallida
Hypodoxa pallida är en fjärilsart som beskrevs av James John Joicey och Talbot 1917. Hypodoxa pallida ingår i släktet Hypodoxa och familjen mätare. Inga underarter finns listade i Catalogue of Life.